# Candice Azzara
Candice Azzara (née le 18 mai 1945 à Brooklyn) est une actrice américaine.

## Biographie

### Vie privée
Candice Azzara est la tante de l'actrice Lana Parrilla.

## Filmographie partielle

### Cinéma
- 1971 : Faits l'un pour l'autre (Made for Each Other) de Robert B. Bean : Sheila
- 1977 : Drôle de séducteur (The World's Greatest Lover) de Gene Wilder : Anne Calassandro
- 1978 : Appelez-moi docteur (House Calls) de Howard Zieff
- 1983 : Hold-up en jupons (Easy Money) de James Signorelli
- 1995 : Les Liens du souvenir (Unstrung Heroes) de Diane Keaton  : Joanie
- 2002 : Arrête-moi si tu peux  (Catch Me If You Can) de Steven Spielberg  : Darcy
- 2005 : In Her Shoes de Curtis Hanson : Sydelle Feller

### Télévision
- 1986 : La Cinquième Dimension (The Twilight Zone) : Carla Mollencami (saison 1, épisode 22c)
- 2009 : La Tempête du siècle (The Storm) de Bradford May  : Rose, l'amie de Miriam
- 2012 : Le Spectacle de Noël (The Christmas Pageant), téléfilm  de David S. Cass Sr.  : Ethel